# ザキオカ×スクランブル
『ザキオカ×スクランブル』は、2022年10月1日から放送されているCBCラジオの番組。

## 概要
2019年9月まで現在の『チュウモリ』の時間帯に放送していた「ナガオカ×スクランブル」のメインパーソナリティを務めた永岡歩が3年ぶりに、2022年7月まで「推シマシ」内にて「乃木坂46山崎怜奈の推しの1コマ」を担当していた山崎怜奈が3ヶ月ぶりにCBCラジオで番組を担当。
レギュラー化前の2022年8月18日のチュウモリ木曜日「推シマシ」でザキオカ×スクランブルが特番として放送された。
Twitterでのハッシュタグは「#ザキオカ」。
「ナガオカ×スクランブル」のリスナーだった山崎が憧れだったパーソナリティ・永岡と二人でお互いに喋りたいことを喋り尽くす30分間のトーク番組。

## 出演者
パーソナリティ
- 山崎怜奈
- 永岡歩（CBCアナウンサー）

## 放送時間
毎週土曜日　16:15 - 16:45
2023年11月4日放送分のみ　15:00 - 16:45

## テーマ曲
オープニング曲
- 二人話 / Vaundy（#5 - ）[5]

エンディング曲
- サムシング・ニュー / WEST.（#5 - ）[5]

## イベント
- 公開収録イベント
  - 【大津功の #イケ爺 presents #推シマシ × #ザキオカ ×スクランブル】(2022年11月26日、CBCホール)[6][7]
- イベント
  - CBCラジオ夏まつり(2023年7月30日、久屋大通公園)[8]
- 公開収録イベント
  - 【ザキオカ ×スクランブル公開録音vol.1】(2024年2月3日、CBCホール)[9]
- 公開収録イベント
  - 【ザキオカ ×スクランブル公開録音vol.2】(2024年9月7日、CBCホール)[10]
- 公開収録イベント
  - 【ザキオカ ×スクランブル公開録音vol.3】(2025年3月22日、CBCホール)